# ČSD-Baureihe E 424.1
Die ČSD-Baureihe E 424.1 waren elektrische Rangierlokomotiven der Tschechoslowakischen Staatsbahnen (ČSD). Sie kamen auf dem früheren 1,5 kV-Gleichstromsystem im Eisenbahnknoten Prag zum Einsatz.

## Geschichte
1927 wurden an die Tschechoslowakische Staatsbahnen ČSD zwei Verschublokomotiven geliefert, die im mechanischen Teil fortschrittlich mit Einzelachsantrieb und der Achsfolge Bo’Bo’ ausgeführt waren.
Von den Betriebserfahrungen ist bekannt, dass beide Lokomotiven im Betriebsdienst sehr störanfällig waren. Es gab ständig Probleme mit der Isolation und dem Fahrmotorantrieb, bei denen häufig der Anker gewechselt werden musste.
Das war der Grund, weshalb beide Lokomotiven nach der Änderung der Spannung des Prager Knotens nicht nach Tabor oder Lipno abgegeben wurden. Die E 424.102 wurde bereits 1959, die E 424.101 1961 ausgemustert.

## Technische Merkmale
Die Lokomotive ist eine laufachslose Elektrolokomotive wie die im gleichen Jahr erschienene ČSD-Baureihe E 436.0. Bekannte technische Details von ihr waren eine indirekte elektropneumatische Steuerung der Tatzlagerfahrmotoren, eine selbsttätige Traktionsbremse, verbunden mit einer pneumatischen Zusatzbremse.